# Поплавковий датчик

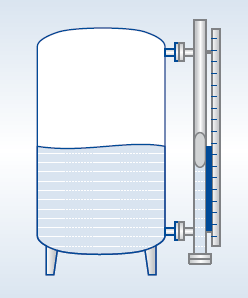
Принцип роботи поплавкового рівнеміра

Поплавковий датчик (рос. поплавковый датчик, англ. float sensor, нім. Schwimmergeber m) — поширений тип пристрою для індикації та видачі імпульсу про рівень рідини або сипкої маси в ємностях.

## Загальний опис
Поплавковий датчик входить до складу систем візуального чи автоматичного контролю та регулювання технологічними процесами, контролю рівня речовин в ємностях. Поплавковий датчик — порожнисте тіло обтічної форми, об'ємна маса якого відповідає густині контрольованого шару речовини. Для робочого діапазону значень рівня виконується тарування шкали вимірювання.
Застосовуються для безперервного контролю рівнів в основному чистих рідин. Для реєстрації контрольованого рівня досить кінематично зв'язати переміщення поплавка з будь-яким перетворювачем переміщення і передати отриманий сигнал на вторинний прилад.

## Приклади
- Поплавковий датчик положення граничного шару постелі в збагачувальному апараті (відсаджувальній машині) і т.і.
- Контроль рівня сипкого матеріалу в бункері.
- Контроль рівня рідини у ємності.

## Цікаво
Поплавковий датчик використовувався в давнину, зокрема у гірництві. Наводимо уривок з праці Георга Агріколи De Re Metallica (1556 р.), який саме присвячений опису застосування поплавкового датчика пізнього Середньовіччя:
| Існує пристрій, що показує підвищення або зниження рівня води в під стовбурі, який працює незалежно від того, яке пристосування застосовується для підйому води: насоси, норії чи якесь інше. Над шахтним стовбуром, глибина якого дорівнює глибині підстовбура і водовідливного стовбура, закріплюють балку (брус) і перекидають через неї шнур, на одному кінці якого підвішений камінь, а на іншому – дошка. Останню спускають в шахтний стовбур на залізному дроті, один кінець якого закріплений. Осторонь у гирлі шахти підвішений камінь. Дошка вертикально спускається по стовбуру до підстовбура і плаває там на воді. Маса дошки достатня для того, щоб вона тягнула залізний дріт (до якої вона прикріплена за допомогою гака і залізної скоби) разом зі шнуром вниз і піднімала камінь вгору. Чим нижче рівень води, тим нижче опускається дошка і тим вище піднімається камінь. |
Більше того, вже в ті часи існувала звукова система контролю рівня, яка була пов'язана з поплавковим датчиком:
| Робітники не працюють в дні річних свят, а в робочі дні не завжди знаходяться поблизу машини. Тому безупинно дзвонить дзвін, показуючи, що машина безперешкодно працює. Дзвін підвішений на мотузці до дерев'яного вала, укріпленого в балках кріплення над шахтним стволом. Інша довга мотузка прив'язана одним кінцем до осі і опущена в шахтний стовбур; до нижнього кінця її прив'язаний шматок дерева. Кожен раз, коли пальці, що знаходяться на валу машини, б'ють у цей шматок дерева, дзвін приводиться в рух і дзвонить. |